# Особый взгляд

Официальный логотип конкурсной программы «Особый взгляд» Каннского кинофестиваля

«Особый взгляд» (фр. Un Certain Regard) — вторая по значимости (после основного конкурса) программа Каннского кинофестиваля. Проводится с 1978 года. Фильм-призёр программы получает поддержку во французском прокате.

## Номинации
- Гран-при «Особый взгляд»
- Премия жюри[1]
- Специальная премия «Особого взгляда»
- Приз за лучшую роль «Особый взгляд»
- Премия за лучшую режиссуру (фр. Prix de la mise en scène)
- Премия «Особый талант»
- Премия за вклад в будущее
- Премия за актерский ансамбль
- Специальное упоминание жюри
- Приз ФИПРЕССИ
- «Лучший сценарий» (фр. Prix du meilleur scénario)
- «Приз молодому дарованию[фр.]» (фр. Prix Regard Jeune)

## Лауреаты

### Гран-при «Особый взгляд»
- 1986 — «Человек праха[англ.]», реж. Нури Бузид[нем.] ( Тунис)
- 1993 — «Добрый путь», реж. Тони Гатлиф ( Франция)
- 1998 — «Киллер», реж. Дарежан Омирбаев ( Казахстан,  Франция)
- 1999 — «Славные люди[англ.]», реж. Ясмин Диздар[англ.], ( Великобритания)
- 2000 — «Женские тайны», реж. Родриго Гарсиа ( США)
- 2001 — «Любовь детства[англ.]», реж. Ив Комон[англ.] ( Франция)
- 2002 — «Благословенно Ваш[англ.]», реж. Апичатпонг Верасетакул ( Таиланд,  Франция)
- 2003 — «Лучшие годы молодости», реж. Марко Туллио Джиордана ( Италия)
- 2004 — «Убежище[англ.]», реж. Усман Сембен ( Сенегал,  Франция,  Буркина-Фасо,  Камерун,  Марокко,  Тунис)
- 2005 — «Смерть господина Лазареску», реж. Кристи Пую ( Румыния)
- 2006 — «Машина-люкс[англ.]» («Роскошная машина»), реж. Ван Чао[англ.] ( Франция,  Китай)
- 2007 — «Мечты о Калифорнии[англ.]», реж. Кристиан Нэмеску[англ.] ( Румыния)
- 2008 — «Тюльпан», реж. Сергей Дворцевой ( Германия,  Казахстан,  Польша,  Россия,  Швейцария)
- 2009 — «Клык», реж. Йоргос Лантимос ( Греция)
- 2010 — «Ха-ха-ха[англ.]», реж. Хон Сансу ( Республика Корея)
- 2011:
  - «Ариран», реж. Ким Ки Дук ( Республика Корея)
  - «Остановка на перегоне», реж. Андреас Дрезен ( Германия)
- 2012 — «После Люсии», реж. Мишель Франко ( Мексика)
- 2013 — «Исчезнувшее изображение», реж. Ритхи Пань ( Камбоджа,  Франция)
- 2014 — «Белый Бог», реж. Корнель Мундруцо ( Венгрия,  Германия,  Швеция)
- 2015 — «Бараны», реж. Гримур Хаконарсон ( Исландия)
- 2016 — «Улыбающийся человек», реж. Юхо Куосманен ( Финляндия)[2]
- 2017 — «Неподкупный», реж. Мохаммадом Расулофу ( Иран)
- 2018 — «На границе миров», реж. Али Аббаси ( Швеция)
- 2019 — «Невидимая жизнь Эвридики», реж. Karim Aïnouz[англ.] ( Бразилия)
- 2021 — «Разжимая кулаки», реж. Кира Коваленко ( Россия)
- 2022 — «Худшие[англ.]», реж. Лиз Акока, Роман Гере ( Франция)
- 2023 — «Как заниматься сексом», реж. Молли Мэннинг Уокер ( Великобритания,  Греция)
- 2024 — «Чёрный пёс[англ.]», реж. Гуань Ху. ( Китай.)

### Премия жюри
- 2009 — «Полицейский, имя прилагательное», реж. Корнелиу Порумбою ( Румыния)
- 2014 — «Форс-мажор», реж. Рубен Эстлунд ( Швеция)
- 2015 — «Зенит», реж. Далибор Матанич (Хорватия,  Словения)
- 2016 — «Гармония», реж. Кодзи Фукада (Япония)

### Специальная премия «Особого взгляда»
- 2003 — «Багровое золото», реж. Джафар Панахи (Иран)
- 2007 — «Сон предыдущей ночи», реж. Валерия Бруни-Тедески ( Франция)
- 2009:
  - «Отец моих детей», реж. Миа Хансен-Лёве ( Франция)
  - «Никто не знает о персидских котах», реж. Бахман Гобади (Иран)
- 2011 — «Елена», реж. Андрей Петрович Звягинцев ( Россия)
- 2012 — «Большая ночь», реж. Бенуа Делепин, Гюстав де Керверн ( Франция, Бельгия)
- 2013 — «Омар», реж. Хани Абу-Ассад (Палестина)
- 2014 — «Соль Земли», реж. Вим Вендерс и Жулиано Рибейро Салгадо ( Франция,  Италия, Бразилия)
- 2016 — «Красная черепаха», реж. Майкл Дадок де Уит ( Франция, Япония)

### Приз за лучшую роль «Особый взгляд»
- 2012:
  - Сюзанн Клеман («В любом случае Лоуренс»;  Канада)
  - Эмили Декьенн («Любить без причины»;  Бельгия)
- 2014 — Дэвид Гульпилил («Земля Чарли»;  Австралия)

### Премия за лучшую режиссуру
- 2013 — Ален Гироди, «Незнакомец у озера» ( Франция)
- 2015 — Киёси Куросава, «Путешествие к берегу» ( Япония)
- 2016 — Мэтт Росс, «Капитан Фантастик» ( США)
- 2019 — Кантемир Балагов «Дылда» ( Россия)

### Премия «Особый талант»
- 2013 — «Золотая клетка», за лучший актерский состав в комедийном фильме ( Мексика)
- 2015 — Корнелиу Порумбою, за искусное повествование «Сокровище»( Румыния)

### Премия за вклад в будущее
- 2013 — Райан Куглер, Станция «Фрутвейл» (США)
- 2015:
  - «Улетай один», реж. Нирадж Гайван ( Индия)
  - «Нахид», реж. Ида Панаханде (Иран)

### Премия за актерский ансамбль
- 2014 — «Тусовщица», реж. Мари Амашукели, Клер Бюргер и Самюэль Теис ( Франция)

### Специальное упоминание жюри
- 1989 — «Рождение», реж. Шаджи Карун ( Индия)
- 2012 — «Дети Сараево», реж. Айда Бегич ( Босния и Герцеговина)

### Приз ФИПРЕССИ
- 1978 — «Человек из мрамора», реж. Анджей Вайда ( Польша)
- 1988 — «Отель Терминус: Время и жизнь Клауса Барби», реж. Марсель Офюльс ( Франция,  Германия, США)
- 1994 — «Баб эль-Уэд сити», реж. Мерзак Аллуаш (Алжир)
- 2009 — «Полицейский, имя прилагательное», реж. Корнелиу Порумбою ( Румыния)

### Лучший сценарий
- 2016 — Дельфин Кулен, Мюриэль Кулин, «Остановка в пути» ( Франция)

### Regard Jeune
- 2009 — «Я убил свою маму», реж. Ксавье Долан (Канада)
- 2010 — «Воображаемая любовь», реж. Ксавье Долан (Канада)